# Andrzej Ehrenfeucht
Andrzej Ehrenfeucht (* 8. August 1932 in Vilnius) ist ein polnisch-US-amerikanischer Mathematiker und Informatiker. Er arbeitet hauptsächlich auf den Gebieten der mathematischen Logik und der Bioinformatik.

## Leben und Werk
Ehrenfeucht studierte Mathematik an der Universität Warschau und wurde am Institut für Mathematik der Polnischen Akademie der Wissenschaften bei Andrzej Mostowski promoviert. Seit 1972 ist er an der University of Colorado at Boulder, wo er Professor für Informatik und Distinguished Professor der Universität ist.
Ehrenfeucht befasste sich mit mathematischer Logik und Modelltheorie. Hier ist er für die Technik der Ehrenfeucht-Fraïssé-Spiele bekannt (mit dem Franzosen Roland Fraïssé aus dessen Dissertation 1950), die es erlaubt die Äquivalenz oder Nicht-Äquivalenz von Strukturen in der Modelltheorie zu zeigen.
Nach Ehrenfeucht und Jan Mycielski ist die Ehrenfeucht-Mycielski-Folge benannt, eine binäre Folge mit Pseudozufalls-Eigenschaften.
Er befasst sich später insbesondere mit Bioinformatik, insbesondere mit der Frage der Informationsverarbeitung in der lebenden Zelle, wobei er auf breiter interdisziplinärer Basis forscht. Außerdem befasst er sich mit der Mathematikpädagogik (kontinuierliche Fortbildung von Mathematiklehrern).
2002 erhielt er den Faculty Research Award der Universität Colorado (College of Engineering and Applied Science) und 2005 den Boulder Faculty Assembly Award. Er ist Mitglied der Academia Europaea.
Zu seinen Doktoranden zählen die Bioinformatiker Eugene Myers und David Haussler.
Er ist mit Ina Tarski, der Tochter von Alfred Tarski, verheiratet.

## Schriften
- Andrzej Ehrenfeucht, Tero Harju, Ion Petre, David M. Prescott, Grzegorz Rozenberg Computation in living cells: gene assembly in ciliates, Springer, 2004, ISBN 3540407952
- Patricia Baggett, Andrzej Ehrenfeucht Breaking Away from the Math Book: creative projects for grades K-6, ISBN 1566762995
- Andrzej Ehrenfeucht, Tero Harju, Grzegorz Rozenberg: The Theory of 2-Structures: A Framework for Decomposition and Transformation of Graphs,  World Scientific, 1999. ISBN 9810240422